# Potiatuca
Potiatuca is een kevergeslacht uit de familie van de boktorren (Cerambycidae). De wetenschappelijke naam van het geslacht werd voor het eerst geldig gepubliceerd in 2006 door Galileo & Martins.

## Soorten
Potiatuca omvat de volgende soorten:
- Potiatuca carioca Monné M. A. & Monné M. L., 2009
- Potiatuca ingridae Galileo & Martins, 2006
- Potiatuca serrana Monné M. A. & Monné M. L., 2009